# Nadine Angerer
Nadine Marejke „Natze“ Angerer (* 10. November 1978 in Lohr am Main) ist eine ehemalige deutsche Fußballtorhüterin und heutige Torwarttrainerin. Sie wurde mit der deutschen Nationalmannschaft 2003 und 2007 Weltmeisterin sowie 1997, 2001, 2005, 2009 und 2013 Europameisterin. Im Jahr 2013 wurde sie von der UEFA zu Europas Fußballerin des Jahres und von der FIFA zur Weltfußballerin des Jahres gekürt. Seit März 2024 ist sie Torwarttrainerin der Schweizer Fussballnationalmannschaft der Frauen.

## Sportliche Karriere

### Vereine
Angerer begann ihre Karriere als Stürmerin beim ASV Hofstetten. Bei einem Sichtungsspiel der Unterfrankenauswahl ersetzte sie die verletzte Torhüterin. Dabei wurde ihr Talent entdeckt, und sie wurde in die Bayernauswahl berufen. Seitdem ist sie Torfrau geblieben. 1995 wechselte sie zum 1. FC Nürnberg, ein Jahr später zum FC Wacker München. In dieser Zeit lehnte sie das Angebot ab, für eine amerikanische College-Mannschaft zu spielen
Nach der WM 1999 wechselte sie zum FC Bayern München. Neben dem Vereinstraining absolvierte sie zusätzliche Schichten mit Gerhard Tremmel, dem damaligen Torhüter der SpVgg Unterhaching.
Mit den Bayern schaffte sie den Aufstieg in die Bundesliga. 2001 wechselte sie zum 1. FFC Turbine Potsdam. Ihre ersten Vereinstitel gewann sie ein Jahr später. Zunächst gewann sie mit den „Torbienen“ den DFB-Hallenpokal, dann die Meisterschaft und auch den Pokal.
2005 gewann sie mit ihrer Mannschaft den UEFA Women’s Cup und verteidigte sowohl den DFB-Pokal als auch den DFB-Hallenpokal. Ein Jahr später wurde Angerer zum zweiten Mal deutsche Meisterin und zum dritten Mal Pokalsiegerin.
2008 wechselte sie für ein Jahr zum schwedischen Erstligisten Djurgården Damfotboll. Ihre Bemühungen, in der neugegründeten US-Profiliga Women’s Professional Soccer (WPS) zu spielen, scheiterten an den Terminüberschneidungen mit der Nationalmannschaft. Vom 1. Januar 2009 bis 30. Juni 2013 spielte sie beim Bundesligisten 1. FFC Frankfurt. Im März 2012 erlitt Angerer einen Knorpelschaden im linken Knie und fiel damit für die restliche Bundesligasaison aus.
Im September 2013 wechselte Angerer in die australische W-League zu Brisbane Roar. Mit Brisbane erreichte sie das Grand Final, das aber mit 0:2 gegen Melbourne Victory FC verloren wurde. Zur Saison 2014 wechselte Angerer zum NWSL-Teilnehmer Portland Thorns FC. Bei ihrem Debüt in der NWSL gewann ihre Mannschaft am 12. April 2014 (1. Spieltag) im Auswärtsspiel gegen Houston Dash mit 1:0.
Mit Portland erreichte sie das Play-off-Halbfinale, scheiterte dort aber am späteren Meister FC Kansas City. Nach dem Saisonende kehrte Angerer bis zum Jahresende wieder zu Brisbane Roar zurück, um zum Saisonstart 2015 wieder für Portland zu spielen. In der letzten Saison ihrer aktiven Karriere bestritt sie für Portland Thorns FC in der Spielzeit 2015 sechs Ligaspiele. Ihr letztes bestritt sie am 30. August 2015 beim 3:3-Unentschieden im Heimspiel gegen Washington Spirit. Seit 2016 ist sie Torwarttrainerin des Portland Thorns FC. Im Juli 2020 kehrte Angerer während des erstmals ausgetragenen NWSL Challenge Cups aufgrund der verletzungsbedingten Ausfälle von Adrianna Franch und Bella Bixby in den Kader der Thorns zurück.

### Nationalmannschaft
Am 27. August 1996 debütierte Angerer in der A-Nationalmannschaft, die in Lichtenvoorde mit 3:0 gegen die gastgebende Auswahl der Niederlande gewann. Auch in den drei folgenden Spielen wurde sie eingesetzt und blieb weiterhin ohne Gegentor. Sie ist damit die erste Torhüterin, die in ihren ersten vier Spielen ohne Gegentor blieb. Ein Jahr später wurde sie mit der Nationalmannschaft Europameisterin, kam dabei aber nicht zum Einsatz. In den folgenden Jahren kam sie regelmäßig zu Einsätzen, musste sich aber mit der Rolle als Nummer zwei hinter Silke Rottenberg begnügen. 1999 nahm sie mit der Nationalelf an der Weltmeisterschaft in den USA teil, absolvierte dort aber ebenfalls kein Spiel.
2000 nahm sie mit der Nationalelf am olympischen Fußballturnier in Sydney teil, das sie mit dem Gewinn der Bronzemedaille beendete, ohne eingesetzt worden zu sein. Am 6. März 2001 ist sie beim Freundschaftsspiel gegen Vizeweltmeister China in der 70. Minute beim Stand von 1:0 für Abwehrspielerin Jeannette Götte als Feldspielerin auf den Platz gekommen. 2001 wurde sie zum zweiten Mal Europameisterin.
Mit der Nationalmannschaft wurde sie 2003 Weltmeisterin in den USA, erneut ohne Einsatz. Beim olympischen Fußballturnier in Athen gewann sie ihre zweite olympische Bronzemedaille. 2005 wurde sie zum dritten Mal Europameisterin. Bei ihren vier bis dahin gewonnenen Titeln mit der Nationalmannschaft hatte sie keine einzige Minute gespielt.

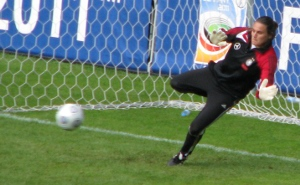
Nadine Angerer
in einer Strafstoß-Abwehrszene

Nach einem Kreuzbandriss von Silke Rottenberg wurde Angerer Anfang 2007 die Nummer eins im Tor der Nationalmannschaft. Im Finale der Weltmeisterschaft 2007 in China war sie eine der Schlüsselspielerinnen beim 2:0-Sieg über Brasilien. Neben einer glanzvollen Leistung hielt sie in der regulären Spielzeit einen Elfmeter der Brasilianerin Marta. Zudem wurde sie zur besten Torhüterin des Turniers gewählt, nicht zuletzt, weil sie in allen sechs Spielen ohne Gegentor geblieben war; dies gelang zuvor weder einer Torhüterin noch einem Torhüter bei einer Weltmeisterschaft. Für ihre Leistungen wurde sie am 27. November 2007 mit dem Laureus World Sports Award in der Kategorie „Medienperson des Jahres“ gewählt.

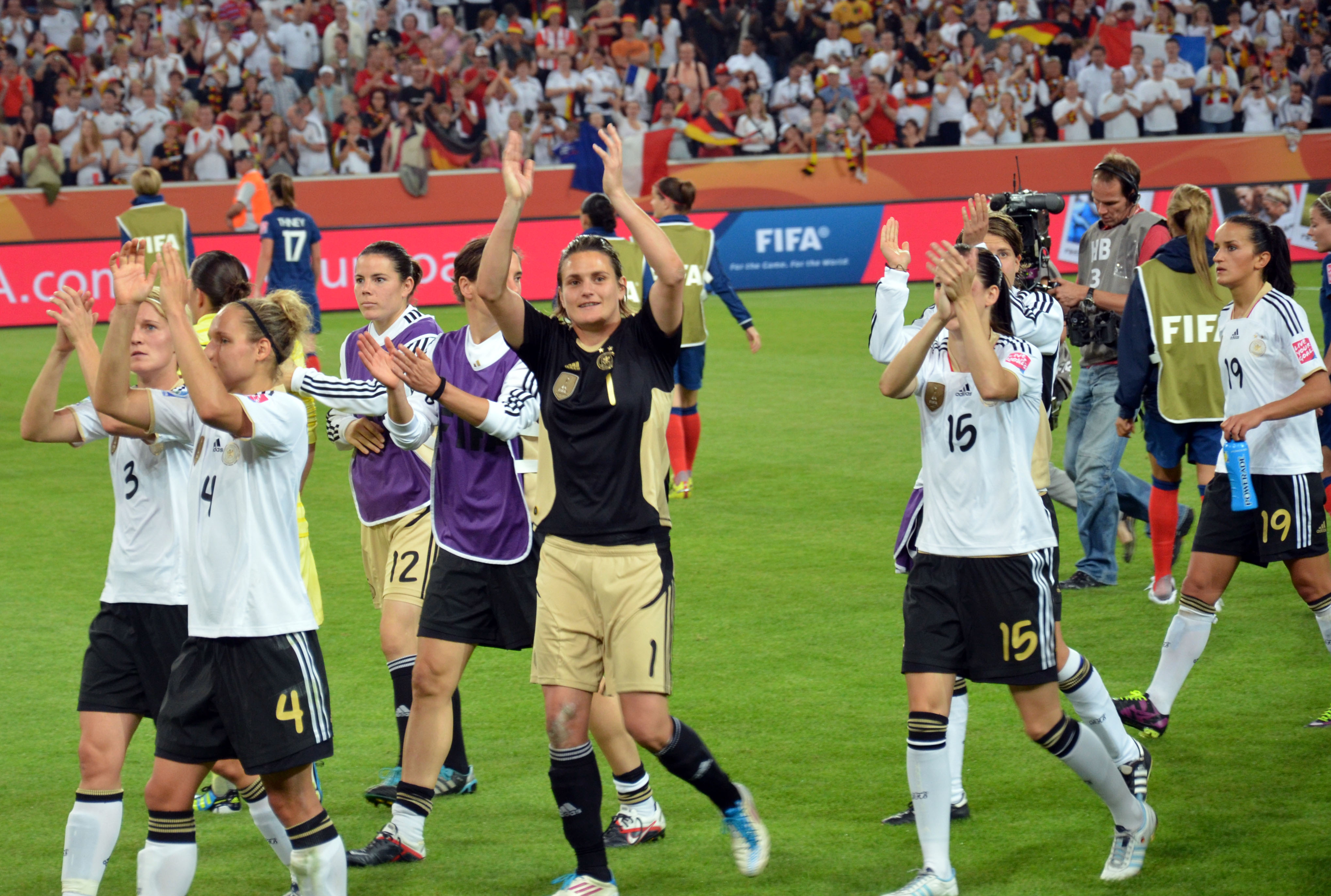
Nadine Angerer bei der WM 2011

Mit dem WM-Spiel gegen Nigeria am 30. Juni 2011 bestritt sie als 150. Spielerin ihr 100. Länderspiel.
Im Viertelfinale der Weltmeisterschaft 2011 schied Deutschland nach der 0:1-Niederlage gegen die Auswahl Japans aus dem Turnier aus, wobei Angerer beim Gegentor „unglücklich aussah“.
Nach dem Rücktritt von Birgit Prinz, Ariane Hingst, Kerstin Garefrekes und Martina Müller war sie bis zum 23. November 2013 die einzige aktuelle Nationalspielerin mit mehr als 100 Länderspielen. Am 16. September 2011 wurde sie als Nachfolgerin von Birgit Prinz zur Spielführerin bestimmt.
Nachdem sie im März 2012 einen Knorpelschaden erlitten hatte, fiel Angerer für die EM-Qualifikationsspiele gegen Spanien, die Schweiz und Rumänien aus. Am 15. September 2012 kam sie beim 7:0-Sieg gegen die Auswahl Kasachstans wieder zum Einsatz.

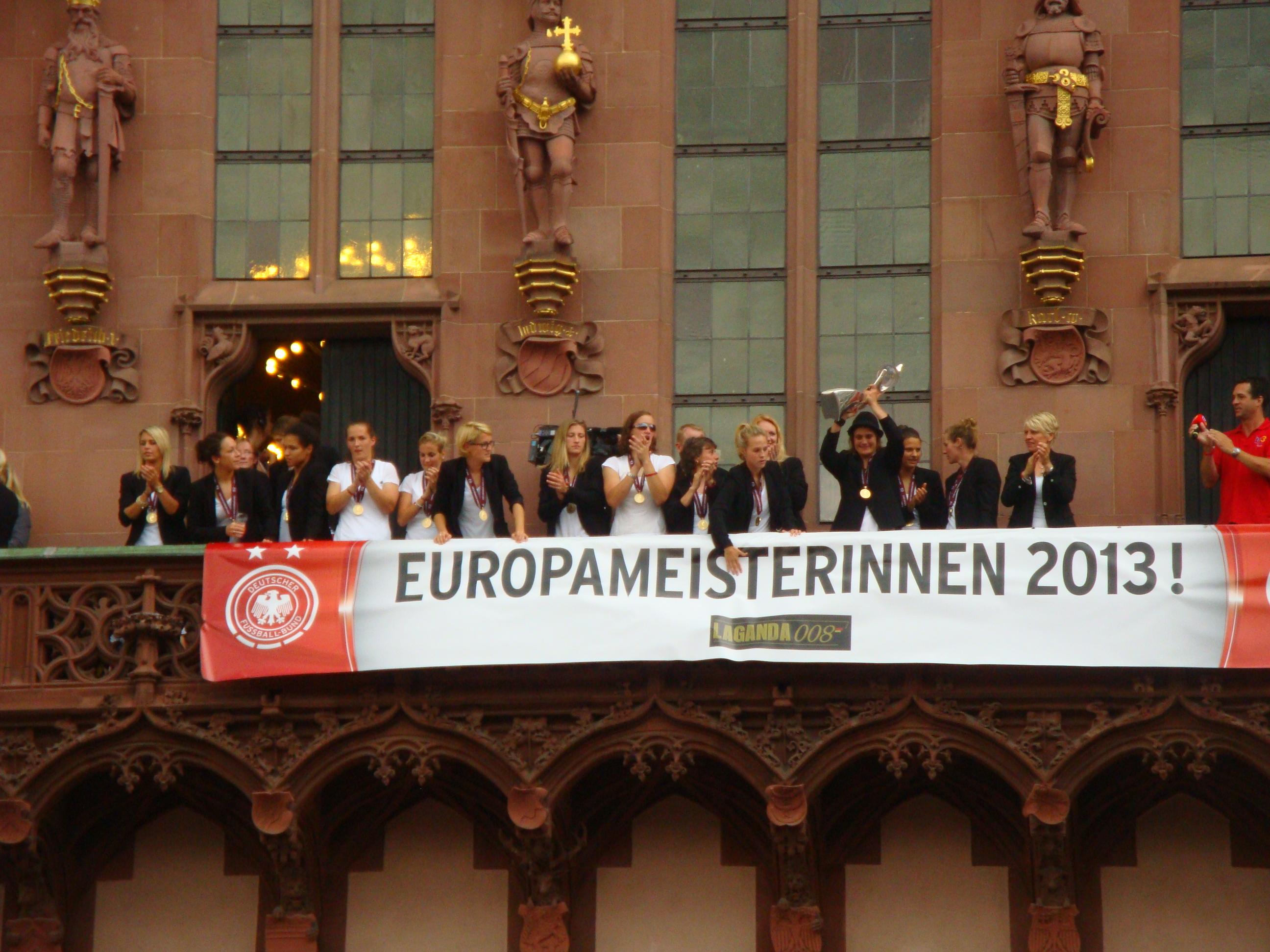
Nadine Angerer (mit Pokal)
während der Europameisterfeier auf dem Frankfurter Römer

Bei der Europameisterschaft 2013 gewann sie als erfahrenste Spielerin in einer stark verjüngten Mannschaft den achten EM-Titel für die deutsche Frauennationalmannschaft. Im ganzen Turnier musste sie nur ein Gegentor hinnehmen; im Finale gegen Norwegen hielt sie zwei Elfmeter und sicherte so den 1:0-Sieg. Aufgrund dieser Leistungen wurde sie zur „Spielerin des Turniers“ gewählt. Die Begründung des Technischen Teams der UEFA lautete:

„Sie zeigte ein ausgesprochen hohes Niveau in allen Spielen, machte keine Fehler und hatte keinerlei Schwächen. Sie zeigte sich bei Standardsituationen souverän, organisierte ihre Abwehr und brillierte mit ihrer Strafraumbeherrschung. Aber, und das ist vielleicht das Wichtigste, sie strahlte auch ein großes Selbstbewusstsein aus, das auf ihre Abwehrspielerinnen abfärbte.“

In der Folge erhält sie im September 2013 auch die erstmals vergebene Auszeichnung als Europas Fußballerin des Jahres sowie im Januar 2014 als erste Torhüterin die als Weltfußballerin des Jahres.
Am 21. September 2013 löste sie mit ihrem 125. Spiel Birgit Prinz als am längsten für die Nationalmannschaft spielende Spielerin ab. Angerer ist die einzige Spielerin, die mehr als 17 Jahre für die Nationalmannschaft spielte.
Am 8. April 2015 löste sie beim 4:0 gegen Brasilien Silke Rottenberg als älteste Nationalspielerin ab.
Am 13. Mai 2015 teilte sie mit, nach der WM aus der Nationalmannschaft zurückzutreten.
Am 24. Mai 2015 berief Bundestrainerin Silvia Neid sie in den endgültigen Kader für die Weltmeisterschaft 2015 in Kanada. Nach sieben Turnierspielen einschließlich des Spiels um Platz 3, bei der 0:1-Niederlage gegen die Auswahl Englands, beendete sie ihre Karriere in der Nationalmannschaft. Vor dem Freundschaftsspiel gegen England am 27. November 2015 wurde sie zusammen mit der ebenfalls nach der WM zurückgetretenen Célia Šašić offiziell aus der Nationalmannschaft verabschiedet und zudem beide für mehr als 100 Länderspiele geehrt.
Zu Angerers Nachfolgerin als Nationaltorhüterin wurde Almuth Schult vom VfL Wolfsburg ernannt.

## Trainerkarriere
Sie war von 2015 bis 2023 Torwarttrainerin von Portland Thorns FC.
Seit März 2024 ist Angerer Torwarttrainerin der Schweizer Fussballnationalmannschaft der Frauen.

## Erfolge

### Nationalmannschaft
- Weltmeisterin: 2003 (ohne Einsatz), 2007
- Europameisterin: 1997, 2001, 2005 (jeweils ohne Einsatz), 2009, 2013
- Olympische Bronzemedaille: 2000, 2004 (jeweils ohne Einsatz), 2008
- Algarve-Cup-Siegerin 2006 und 2014

### Vereine
- UEFA Women’s Cup: 2005
- Deutsche Meisterschaft: 2004, 2006
- DFB-Pokal: 2004, 2005, 2006
- DFB-Hallenpokal: 2004, 2005

### Auszeichnungen
- 2007: Beste Torhüterin der FIFA-Weltmeisterschaft (ohne Gegentor im Turnier)[24]
- 2007: Brandenburgs Sportlerin des Jahres[25]
- 2007: Beste Torhüterin des DFB-Hallenturniers[26]
- 2007: 3. Platz bei der Wahl zu Deutschlands Sportlerin des Jahres[27]
- 2007: Silbernes Lorbeerblatt
- 2013: Weltfußballerin des Jahres[28]
- 2013: Europas Fußballerin des Jahres[1]
- 2013: Beste Spielerin der UEFA-Europameisterschaft[29]
- 2013: Wahl in das All-Star-Team der EM
- 2013: Hutträgerin des Jahres[30]
- 2022: Aufnahme in die Hall of Fame des deutschen Fußballs[31]

## Persönliches
Nadine Angerer hatte eine Ausbildung zur Fachkraft für Veranstaltungstechnik begonnen, aber nicht abgeschlossen. In den letzten Jahren absolvierte sie eine Umschulung zur Physiotherapeutin. Wegen ihrer Umschulung verzichtete sie Ende 2006/Anfang 2007 auf Einsätze in der Nationalmannschaft.
Im Rahmen ihrer Engagements in Brisbane und Portland ließ sich Angerer jeweils von einem Kamerateam des Senders VOX begleiten. Die so entstandenen Dokumentationen wurden im Februar und Juli 2014 in der Sendereihe Goodbye Deutschland! Die Auswanderer erstausgestrahlt. 2014 entstand zusammen mit Co-Autorin Kathrin Steinbichler ihre Autobiografie Im richtigen Moment – Meine Story. 2019 trat sie beim Prominenten-Special von Big Bounce – Die Trampolin Show an.
Am 23. November 2016 ließen Angerer und ihre langjährige Lebensgefährtin in Frankfurt am Main eine Lebenspartnerschaft eintragen.
Im November 2020 zog sie sich bei der Sendung Showtime of my Life – Stars gegen Krebs des Senders VOX aus, um auf die Dringlichkeit der Krebsvorsorge aufmerksam zu machen. Die Sendung wurde im Februar 2021 ausgestrahlt. 2024 machte sie bei Splash! Das Promi-Pool-Quiz mit sowie 2025 bei Das große Promibacken.

## Publikationen
- mit Kathrin Steinbichler: Im richtigen Moment. Meine Story. Edel Verlag, Hamburg 2015. ISBN 978-3-8419-0271-9 (Autobiographie).